# MLB All-Star Game 1956
MLB All-Star Game 1956 – 23. Mecz Gwiazd ligi MLB, który rozegrano 10 lipca 1956 roku na stadionie Griffith Stadium w Waszyngtonie. Mecz zakończył się zwycięstwem National League All-Stars 7–3. Spotkanie obejrzało 28 843 widzów.

## Wyjściowe składy
| National League | National League | National League | National League | American League | American League | American League | American League |
| #               | Zawodnik        | Klub            | Pozycja         | #               | Zawodnik        | Klub            | Pozycja         |
| --------------- | --------------- | --------------- | --------------- | --------------- | --------------- | --------------- | --------------- |
| 1               | Johnny Temple   | Reds            | 2B              | 1               | Harvey Kuenn    | Tigers          | SS              |
| 2               | Frank Robinson  | Reds            | LF              | 2               | Nellie Fox      | White Sox       | 2B              |
| 3               | Stan Musial     | Cardinals       | RF              | 3               | Ted Williams    | Red Sox         | LF              |
| 4               | Ken Boyer       | Cardinals       | 3B              | 4               | Mickey Mantle   | Yankees         | CF              |
| 5               | Gus Bell        | Reds            | CF              | 5               | Yogi Berra      | Yankees         | C               |
| 6               | Dale Long       | Pirates         | 1B              | 6               | Al Kaline       | Tigers          | RF              |
| 7               | Ed Bailey       | Reds            | C               | 7               | Mickey Vernon   | Red Sox         | 1B              |
| 8               | Roy McMillan    | Reds            | SS              | 8               | George Kell     | Orioles         | 3B              |
| 9               | Bob Friend      | Pirates         | P               | 9               | Billy Pierce    | White Sox       | P               |

| National League | 0 | 0 | 1 | 2 | 1 | 1 | 2 | 0 | 0 | 7 | 11 | 0 |
| American League | 0 | 0 | 0 | 0 | 0 | 3 | 0 | 0 | 0 | 3 | 11 | 0 |
| WP: Bob Friend (1–0) LP: Billy Pierce (0–1) SV: Johnny Antonelli (1) Home runy: NL: Willie Mays (1), Stan Musial (1) AL: Ted Williams (1), Mickey Mantle (1) |   |   |   |   |   |   |   |   |   |   |    |   |

## Składy
| Miotacze - Tom Brewer (1) - Whitey Ford (3) - Johnny Kucks (1) - Ray Narleski (1) - Billy Pierce (3) - Herb Score (2) - Frank Sullivan (2) - Jim Wilson (3) - Early Wynn (2) Łapacze - Yogi Berra (9) - Sherm Lollar (4) |  | Wewnątrzpolowi - Ray Boone (2) - Nellie Fox (6) - George Kell (9) - Harvey Kuenn (4) - Billy Martin (1) - Gil McDougald (2) - Vic Power (2) - Mickey Vernon (6) Zapolowi - Al Kaline (2) - Mickey Mantle (5) - Jim Piersall (2) - Roy Sievers (1) - Harry Simpson (1) - Ted Williams (13) |  | Menadżer - Casey Stengel Trenerzy - Jim Turner - Chuck Dressen |

| Miotacze - Johnny Antonelli (2) - Bob Friend (1) - Clem Labine (1) - Brooks Lawrence (1) - Joe Nuxhall (2) - Robin Roberts (7) - Warren Spahn (8) Łapacze - Ed Bailey (1) - Roy Campanella (8) - Del Crandall (2) - Stan Lopata (2) |  | Wewnątrzpolowi - Ernie Banks (2) - Ken Boyer (1) - Jim Gilliam (1) - Ted Kluszewski (4) - Dale Long (1) - Ted Kluszewski (2) - Eddie Mathews (3) - Roy McMillan (1) - Johnny Temple (1) Zapolowi - Hank Aaron (2) - Gus Bell (3) - Willie Mays (3) - Stan Musial (13) - Rip Repulski (1) - Frank Robinson (1) - Duke Snider (7) |  | Menadżer - Walter Alston Trenerzy - Birdie Tebbetts - Fred Hutchinson |

- W nawiasie podano liczbę powołań do All-Star Game.